# Justin Keenan
Justin Anthony Keenan (Grand Rapids, 2 maggio 1989) è un cestista statunitense.